# Krasnogorski (oblast de Tcheliabinsk)
Pour l’article ayant un titre homophone, voir Krasnogorski.
Krasnogorski (en russe : Красногорский) est une commune urbaine de l'oblast de Tcheliabinsk, en Russie. Sa population s'élevait à 12 023 habitants en 2021.

## Géographie
Krasnogorski est située dans le sud et sur le versant oriental de l'Oural, à 18 km au sud de Iemanjelinsk, à 63 km au sud de Tcheliabinsk et à 1 498 km à l'est de Moscou.

## Histoire
Sur la rive opposée de la Ouvelka, un village fondée en 1832 existait. Il s'agit de Krasnoïe (nommé jusqu'en 1919 Nikolaïevka, aujourd'hui Krasnosïolka).
Si les premières constructions sont sorties de sol en 1946, la ville se développe surtout à partir de 1954-1958 grâce à l'activité minière centrée autour du charbon. La plupart des entreprises de charbonnages n'ont pas survécu à la dislocation de l'Union soviétique. Aujourd'hui, l'économie s'est restructurée et la ville se positionne comme centre agricole. Les activités gravitent donc autour de la transformation des produits agricoles et de la fabrication d'outillage.

## Population
Recensements (*) ou estimations de la population
| 1959*  | 1970*  | 1979*  | 1989*  |
| ------ | ------ | ------ | ------ |
| 13 073 | 14 385 | 14 395 | 15 393 |

| 2002*  | 2006   | 2010*  | 2013   |
| ------ | ------ | ------ | ------ |
| 13 702 | 13 940 | 13 624 | 13 528 |

| 2016   | 2019   | 2021   | - |
| ------ | ------ | ------ | - |
| 12 915 | 12 119 | 12 023 | - |

## Économie
Les principales entreprises du village comprennent entre autres: le plus grand complexe d'élévage porcin de l'oblast de Tcheliabinsk, une meunerie (qui fait partie d'Agrofirma-Ariant LLC), une usine d'outils abrasifs. Il y a aussi une usine d'abrasifs sur le territoire du village.